# Брайлевский дисплей

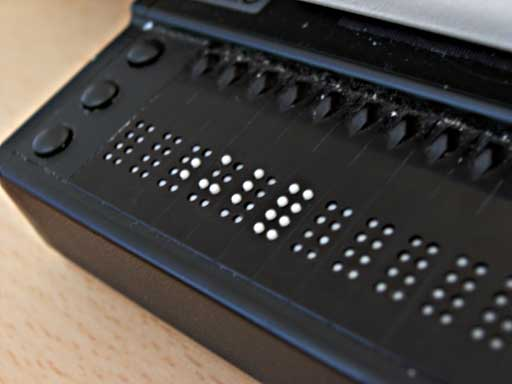
Внешний вид брайлевского дисплея (фрагмент)

Бра́йлевский диспле́й (Дисплей Брайля) — устройство вывода информации из компьютеров с целью её тактильного восприятия, предназначенное для отображения текстовой информации в виде шеститочечных символов азбуки Брайля. Брайлевские дисплеи делают возможным использование современных компьютеров незрячими и слабовидящими людьми. 

## О дисплее
Обычно на планке дисплея отображается 40 или 80 символов одновременно. Существуют портативные модели с меньшим числом отображаемых символов.

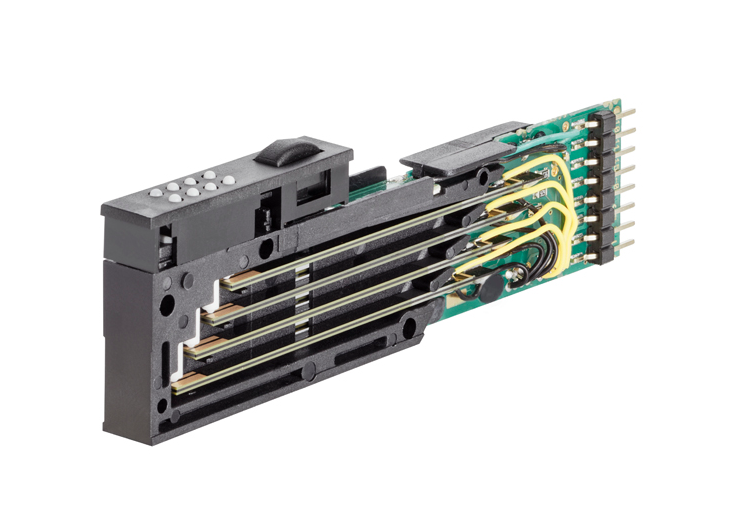
Ячейка дисплея брайля внутри

Брайлевский дисплей — устройство с подвижными деталями, которое должно испытывать ежедневные физические нагрузки. Поэтому он стоит значительно дороже визуального дисплея: цены (по состоянию на 2012 год) начинаются от 145 тысяч рублей за единицу. Основная стоимость дисплея Брайля формируется за счет дорогих пьезокристаллических элементов, используемых для формирования тактильно-рельефной поверхности.
С 2000 года разрабатывается брайлевский дисплей на новой технологии вращающегося колеса. В этой технологии брайлевские символы отображаются на вращающейся поверхности, что позволяет читать текст с заданной скоростью, не двигая палец по буквам. Предполагается, что дисплеи на такой технологии будут дешевле традиционных.
Альтернативой брайлевскому дисплею являются более доступные программы чтения экрана на основе синтезатора речи. Однако только брайлевский дисплей обеспечивает удобную работу с текстом, в том числе редактирование.

## Интерфейсы
Брайлевские дисплеи подключаются к компьютеру с помощью USB- или Bluetooth-интерфейса.

## Другие брайлевские устройства
Различными производителями на сходных принципах создаются планшеты Брайля, перчатки Брайля и т. п. 
Существуют также специализированные брайлевские клавиатуры, позволяющие вводить символы нажатием клавиш для составляющих символ точек. Такие клавиатуры встроены во многие дисплеи Брайля, но бывают и в форме отдельных устройств. Поскольку раньше такие клавиатуры стоили существенно дороже обычных, многие незрячие привыкали пользоваться обычной QWERTY-клавиатурой. Но после 2020 года на рынке стали появляться доступные по цене клавиатуры Брайля. В частности, в 2024 году российский стартап ООО «ТИФЛОПАЛ» представил инновационный продукт «Typhlopal кнопки», представляющий собой кнопки с тактильным откликом, позволяющие преобразовать виртуальную экранную клавиатуру Брайля смартфона в более удобную аппаратную клавиатуру Брайля.
Выпускаются и КПК с брайлевской клавиатурой и дисплеем Брайля.